# Stasera Italia - News
Stasera Italia - News è stato un programma televisivo italiano di genere talk show, politico e rotocalco, spin-off di Stasera Italia, andato in onda su Rete 4 e in simulcast su TGcom24 dall'8 giugno 2020 al 10 settembre 2021 dal lunedì al venerdì in access prime time (tranne nella seconda edizione, in cui era stato trasmesso dal lunedì al giovedì e nella terza edizione, in cui era stato trasmesso da martedì a sabato). Dall'8 giugno all'11 settembre, dal 22 al 31 dicembre 2020, dal 4 al 6 marzo e dal 21 giugno al 10 settembre 2021 era stato condotto da Veronica Gentili, mentre il 2 e il 3 marzo 2021 era stato condotto da Barbara Palombelli. Il programma ha avuto quattro edizioni e veniva trasmesso in diretta dallo studio 1 del Centro Safa Palatino di Roma.

## Il programma
Il programma era nato come spin-off del format originale, e riproposto in versione estiva/feriale per quattro edizioni. Il format era realizzato dalla testata giornalistica italiana Videonews, pertanto era rimasto uguale a quello di Stasera Italia trattando argomenti di approfondimento più ragionato e accurato della situazione politica, economica e sociale italiana, il tutto, con l'ausilio di servizi e la presenza di ospiti in studio e in collegamento, pronti ad intervenire sulle varie tematiche.

### Studi televisivi
| Studio televisivo                       | Edizioni | Edizioni | Edizioni | Edizioni | Totale |
| Studio televisivo                       | 1ª       | 2ª       | 3ª       | 4ª       | Totale |
| --------------------------------------- | -------- | -------- | -------- | -------- | ------ |
| Studio 1 del Centro Safa Palatino, Roma |          |          |          |          | 4      |

## Edizioni
| Edizione | Anno | Conduzione         | Conduzione       | Periodo          | Periodo           | Puntate    | Puntate  | Regia         | Regia         | Studio                                  |
| Edizione | Anno | Conduzione         | Conduzione       | Inizio           | Fine              | Quotidiane | Speciali | Regia         | Regia         | Studio                                  |
| -------- | ---- | ------------------ | ---------------- | ---------------- | ----------------- | ---------- | -------- | ------------- | ------------- | --------------------------------------- |
| 1ª       | 2020 | Veronica Gentili   | Veronica Gentili | 8 giugno 2020    | 11 settembre 2020 | 70         | 5        | Donato Pisani | Donato Pisani | Studio 1 del Centro Safa Palatino, Roma |
| 2ª       | 2020 | Veronica Gentili   | Veronica Gentili | 22 dicembre 2020 | 31 dicembre 2020  | 7          | 2        | Donato Pisani | Donato Pisani | Studio 1 del Centro Safa Palatino, Roma |
| 3ª       | 2021 | Barbara Palombelli | Veronica Gentili | 2 marzo 2021     | 6 marzo 2021      | 5          | –        | Franco Bianca | Donato Pisani | Studio 1 del Centro Safa Palatino, Roma |
| 4ª       | 2021 | Veronica Gentili   | Veronica Gentili | 21 giugno 2021   | 10 settembre 2021 | 60         | –        | Donato Pisani | Donato Pisani | Studio 1 del Centro Safa Palatino, Roma |

### Prima edizione (2020)
La prima edizione di Stasera Italia - News, con la conduzione di Veronica Gentili, è andata in onda dall'8 giugno all'11 settembre 2020, nel periodo estivo, dal lunedì al venerdì nella fascia dell'access prime time dalle 20:30 alle 21:25, in diretta dallo studio 1 del Centro Safa Palatino di Roma. Il 3, il 10, il 17, il 24 luglio e il 4 agosto 2020, in prima serata, sono andate in onda cinque puntate speciali dedicate al COVID-19 e alla situazione politica in Italia, intitolate Stasera Italia News Speciale e condotta da Veronica Gentili.

### Seconda edizione (2020)
La seconda edizione di Stasera Italia - News, sempre con la conduzione di Veronica Gentili, è andata in onda dal 22 al 31 dicembre 2020, durante il periodo natalizio, dal lunedì al giovedì nella fascia dell'access prime time dalle 20:30 alle 21:25, in diretta dallo studio 1 del Centro Safa Palatino di Roma. Il 23 e il 30 dicembre 2020, in prima serata, sono andate in onda due puntate speciali dedicate al COVID-19 e alla situazione politica in Italia, intitolate rispettivamente Stasera Italia News Speciale: "La vigilia del lockdown" e Stasera Italia News Speciale: "Addio al 2020, l'anno più lungo" e condotta da Veronica Gentili.

### Terza edizione (2021)
La terza edizione di Stasera Italia - News, con la conduzione di Barbara Palombelli (il 2 e il 3 marzo 2021) e di Veronica Gentili (dal 4 al 6 marzo 2021), è andata in onda dal 2 al 6 marzo 2021, durante la settimana del Festival di Sanremo, da martedì a sabato nella fascia dell'access prime time dalle 20:30 alle 21:20, in diretta dallo studio 1 del Centro Safa Palatino di Roma.

### Quarta edizione (2021)
La quarta edizione di Stasera Italia - News, sempre con la conduzione di Veronica Gentili, è andata in onda dal 21 giugno al 10 settembre 2021, nel periodo estivo, dal lunedì al venerdì nella fascia dell'access prime time dalle 20:30 alle 21:25, in diretta dallo studio 1 del Centro Safa Palatino di Roma.

## Speciali
| Puntata | Anno | Conduzione       | Titolo                                                          | Messa in onda    | Argomenti della puntata                                    | Orario      | Programmazione | Programmazione | Programmazione | Programmazione | Programmazione | Programmazione | Programmazione | Collocazione | Studio                                  | Ascolti        | Ascolti | Ascolti |
| Puntata | Anno | Conduzione       | Titolo                                                          | Messa in onda    | Argomenti della puntata                                    | Orario      | L              | M              | M              | G              | V              | S              | D              | Collocazione | Studio                                  | Telespettatori | Share   | Fonte   |
| ------- | ---- | ---------------- | --------------------------------------------------------------- | ---------------- | ---------------------------------------------------------- | ----------- | -------------- | -------------- | -------------- | -------------- | -------------- | -------------- | -------------- | ------------ | --------------------------------------- | -------------- | ------- | ------- |
| 1       | 2020 | Veronica Gentili | Stasera Italia News Speciale                                    | 3 luglio 2020    | Notizie sul COVID-19 e sulla situazione politica in Italia | 21:25-00:10 |                |                |                |                |                |                |                | Prima serata | Studio 1 del Centro Safa Palatino, Roma | 821 000        | 4,40%   | [ 1 ]   |
| 2       | 2020 | Veronica Gentili | Stasera Italia News Speciale                                    | 10 luglio 2020   | Notizie sul COVID-19 e sulla situazione politica in Italia | 21:25-00:10 | 813 000        | 4,80%          | [ 2 ]          |                |                |                |                | Prima serata | Studio 1 del Centro Safa Palatino, Roma |                |         |         |
| 3       | 2020 | Veronica Gentili | Stasera Italia News Speciale                                    | 17 luglio 2020   | Notizie sul COVID-19 e sulla situazione politica in Italia | 21:25-00:10 | 843 000        | 4,50%          | [ 3 ]          |                |                |                |                | Prima serata | Studio 1 del Centro Safa Palatino, Roma |                |         |         |
| 4       | 2020 | Veronica Gentili | Stasera Italia News Speciale                                    | 24 luglio 2020   | Notizie sul COVID-19 e sulla situazione politica in Italia | 21:25-00:10 | 660 000        | 3,70%          | [ 4 ]          |                |                |                |                | Prima serata | Studio 1 del Centro Safa Palatino, Roma |                |         |         |
| 5       | 2020 | Veronica Gentili | Stasera Italia News Speciale                                    | 4 agosto 2020    | Notizie sul COVID-19 e sulla situazione politica in Italia | 21:25-00:10 |                |                | 932 000        | 4,70%          | [ 5 ]          |                |                | Prima serata | Studio 1 del Centro Safa Palatino, Roma |                |         |         |
| 6       | 2020 | Veronica Gentili | Stasera Italia News Speciale: "La vigilia del lockdown"         | 23 dicembre 2020 | Notizie sul COVID-19 e sulla situazione politica in Italia | 21:25-00:10 |                |                | 749 000        | 3,20%          | [ 6 ]          |                |                | Prima serata | Studio 1 del Centro Safa Palatino, Roma |                |         |         |
| 7       | 2020 | Veronica Gentili | Stasera Italia News Speciale: "Addio al 2020, l'anno più lungo" | 30 dicembre 2020 | Notizie sul COVID-19 e sulla situazione politica in Italia | 21:25-00:10 | 954 000        | 4,20%          | [ 7 ]          |                |                |                |                | Prima serata | Studio 1 del Centro Safa Palatino, Roma |                |         |         |

## Audience
| Edizione | Rete televisiva | Rete televisiva | Anno | Stagione         | Orario      | Durata | Programmazione | Programmazione | Programmazione | Programmazione | Programmazione | Programmazione | Programmazione | Collocazione      | Media auditel  | Media auditel |
| Edizione | Locale          | Simulcast       | Anno | Stagione         | Orario      | Durata | L              | M              | M              | G              | V              | S              | D              | Collocazione      | Telespettatori | Share         |
| -------- | --------------- | --------------- | ---- | ---------------- | ----------- | ------ | -------------- | -------------- | -------------- | -------------- | -------------- | -------------- | -------------- | ----------------- | -------------- | ------------- |
| 1ª       | Rete 4          | TGcom24         | 2020 | primavera-estate | 20:30-21:25 | 55 min |                |                |                |                |                |                |                | Access prime time | 1 258 000      | 5,90%         |
| 2ª       | Rete 4          | TGcom24         | 2020 | inverno          | 20:30-21:25 | 55 min |                | 1 151 000      | 4,80%          |                |                |                |                | Access prime time |                |               |
| 3ª       | Rete 4          | TGcom24         | 2021 | inverno          | 20:30-21:20 | 50 min |                |                |                | 1 102 000      | 3,60%          |                |                | Access prime time |                |               |
| 4ª       | Rete 4          | TGcom24         | 2021 | estate           | 20:30-21:25 | 55 min |                |                | 1 162 000      | 4,65%          |                |                |                | Access prime time |                |               |

## Sigla
La sigla utilizzata nelle prime due edizioni e nella quarta edizione (fino al 3 settembre 2021) è stata Day-O (Banana Boat Song) di Harry Belafonte. Nella terza edizione la sigla è stata una cover di The Lion Sleeps Tonight dei The Tokens. Nella quarta edizione, dal 6 al 10 settembre 2021, la sigla è stata un jingle creato appositamente per il programma.